# Philip Hone

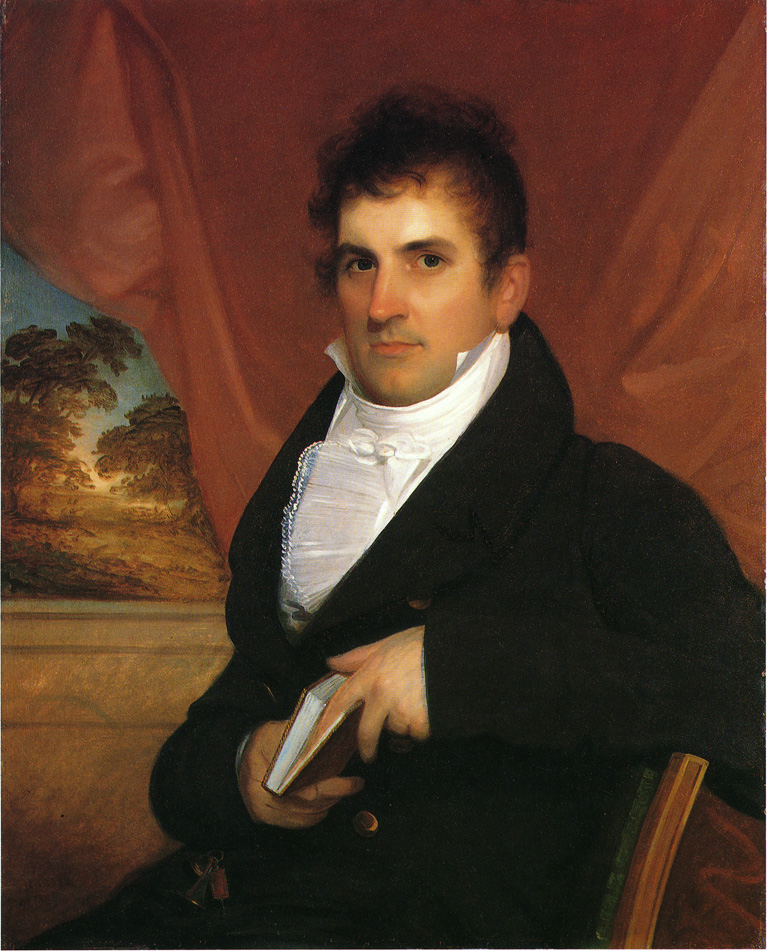
Philip Hone auf einem Gemälde von John Wesley Jarvis (1809)

Philip Hone (* 25. Oktober 1780 in New York City; † 5. Mai 1851 ebenda) war ein US-amerikanischer Politiker. In den Jahren 1826 und 1827 war er Bürgermeister der Stadt New York.

## Werdegang
Philip Hone absolvierte eine erfolgreiche Karriere als Auktionator. Dabei brachte er es zu einem beträchtlichen Reichtum. Er war auch ein erfolgreicher Händler und von 1825 bis 1826 Präsident der Delaware and Hudson Canal Company. Politisch war er zunächst Mitglied der Föderalistischen Partei. In den 1830er Jahren schloss er sich dann der damals gegründeten Whig Party an. Er war ein prominentes Mitglied der New Yorker Gesellschaft und hatte zu vielen lokalen und nationalen Politikern sowie anderen Persönlichkeiten seiner Zeit freundschaftlichen Kontakt. Dazu gehörten unter anderem John Quincy Adams, Martin Van Buren, Samuel Morse, Daniel Webster und John Jacob Astor. Er war aber ein Gegner von Andrew Jackson. Hone wurde auch durch sein detailliertes Tagebuch bekannt, das er zwischen 1828 und 1851 führte. Darin beschreibt er die Entwicklungen seiner Zeit, den Wandel der Stadt New York während dieser Epoche und die gesellschaftliche Weiterentwicklung. Das Tagebuch, das heute noch verlegt wird, diente und dient vielen Historikern als wertvolle Quelle für die Erforschung von Details aus der damaligen Zeit.
Im Jahr 1826 wurde Philip Hone vom Stadtrat für ein Jahr zum Bürgermeister der Stadt New York gewählt. Das Stadtgebiet erstreckte sich bis 1898 im Wesentlichen auf den heutigen Stadtteil Manhattan. Nach dem Ende seiner Zeit als Bürgermeister setzte er seine früheren Tätigkeiten fort; Hone wurde 1827 zum Ehrenmitglied (Honorary NA) der im Vorjahr gegründeten National Academy of Design gewählt – als Politiker eine Ausnahme neben den Architekten und Künstlern, die ansonsten zu Ehrenmitgliedern gewählt wurden. Unter Präsident Zachary Taylor (1849/50) war Hone als Naval Officer Mitglied der Hafenverwaltung von New York City. Er starb am 5. Mai 1851.